# Rukáveč
Rukáveč je malá vesnice, část města Milevsko v okrese Písek v Jihočeském kraji. Nachází se asi čtyři kilometry jihozápadně od Milevska. Rukáveč je také název katastrálního území o rozloze 5,48 km². Ve vsi pramení Bilinský potok.

## Historie
První písemná zmínka o vesnici pochází z roku 1488. Rukáveč patřila stejně jako okolní vesnice k zvíkovskému panství a její další osudy jsou společné se Zvíkovem. Ves byla uvedena v roce 1584 v soupise dědictví po Kryštofu ze Švamberka. V roce 1612 je uvedena při prodeji zvíkovského zboží podobně jako Stehlovice, Branice, Velká, Kučeř, Květov, Osek, Jickovice, Jetětice, Vůsí a kostel na Červené na Vltavou Janu Jiřímu ze Švamberka. Do roku 1736 byla Rukáveč součástí Branické rychty.
Pošta, lékař, farní a četnický úřad s nacházeli v Milevsku. Děti zprvu docházely do Milevska, na žádost obce v roce 1908 bylo městu Milevsko uloženo zřídit v Rukávči školu. K uskutečnění došlo až po připomínkách v roce 1921. Školní rada v tomto roce povolila jednotřídní školu. O šest let později byla postavena školní budova. V roce 1927 se zde začalo vyučovat.
Sbor dobrovolných hasičů byl v obci založen roku 1922. V roce 1930 zde bylo vedeno 24 popisných čísel a žilo zde 162 obyvatel.

## Obyvatelstvo
| Rok            | 1869 | 1880 | 1890 | 1900 | 1910 | 1921 | 1930 | 1950 | 1961 | 1970 | 1980 | 1991 | 2001 | 2011 | 2021 |
| -------------- | ---- | ---- | ---- | ---- | ---- | ---- | ---- | ---- | ---- | ---- | ---- | ---- | ---- | ---- | ---- |
| Počet obyvatel | 208  | 186  | 193  | 186  | 190  | 189  | 162  | 63   | 76   | 60   | 32   | 23   | 27   | 26   | 27   |
| Počet domů     | 17   | 19   | 19   | 19   | 22   | 22   | 24   | 24   | 18   | 15   | 11   | 14   | 17   | 17   | 18   |

## Obecní správa
Při sčítání lidu v letech 1850–1962 Rukáveč byl samostatnou obcí v okrese Milevsko. Od roku 1963 je částí města Milevsko v okrese Písek.

## Pamětihodnosti
- Roubené stavby
- Kaple ve vesnici je ze druhé poloviny 19. století. Kaple je zasvěcená Navštívení Panny Marie.[11]
- U komunikace z vesnice ve směru na Milevsko se v ohrádce nalézá kamenný kříž.
- Další kamenný kříž se nachází u stejné komunikace nedaleko od prvého kříže v remízku.
- Rukávečská obora[12] Přírodní památka se nachází v Jihočeském kraji v okrese Písek západně od Milevska v katastrálním území obce Květov. Je součástí stejnojmenné obory mající rozlohu 848 hektarů, která je prvkem lesního komplexu mezi obcemi Rukáveč a Květov.[13] Vlastní přírodní památka zabírá plochu 6,8349 hekatru, okolo níž je ochranné pásmo o šířce padesát metrů.[14] Její území leží na mírném severním svahu 538 metrů vysokého kopce Oranice, nad levostranným přítokem Hrejkovického potoka přibližně dva kilometry jihovýchodně od obce Květov na jih od silnice spojující Branice a Květov, nedaleko Tyrolského domu, což je lovecká chata vystavěná v roce 1810 v alpském stylu.[12] Nadmořská výška přírodní památky se pohybuje mezi 488 až 536 metry.[14] Oblast je součástí ptačí oblasti Údolí Otavy a Vltavy. V současnosti je samotné území přírodní památky oploceno. Oblast je tedy pro turisty volně nepřístupná. Nicméně na přístupové lesní cestě vedoucí k severovýchodní části přírodní památky je umístěna malá informační cedule popisující lokalitu.

## Galerie

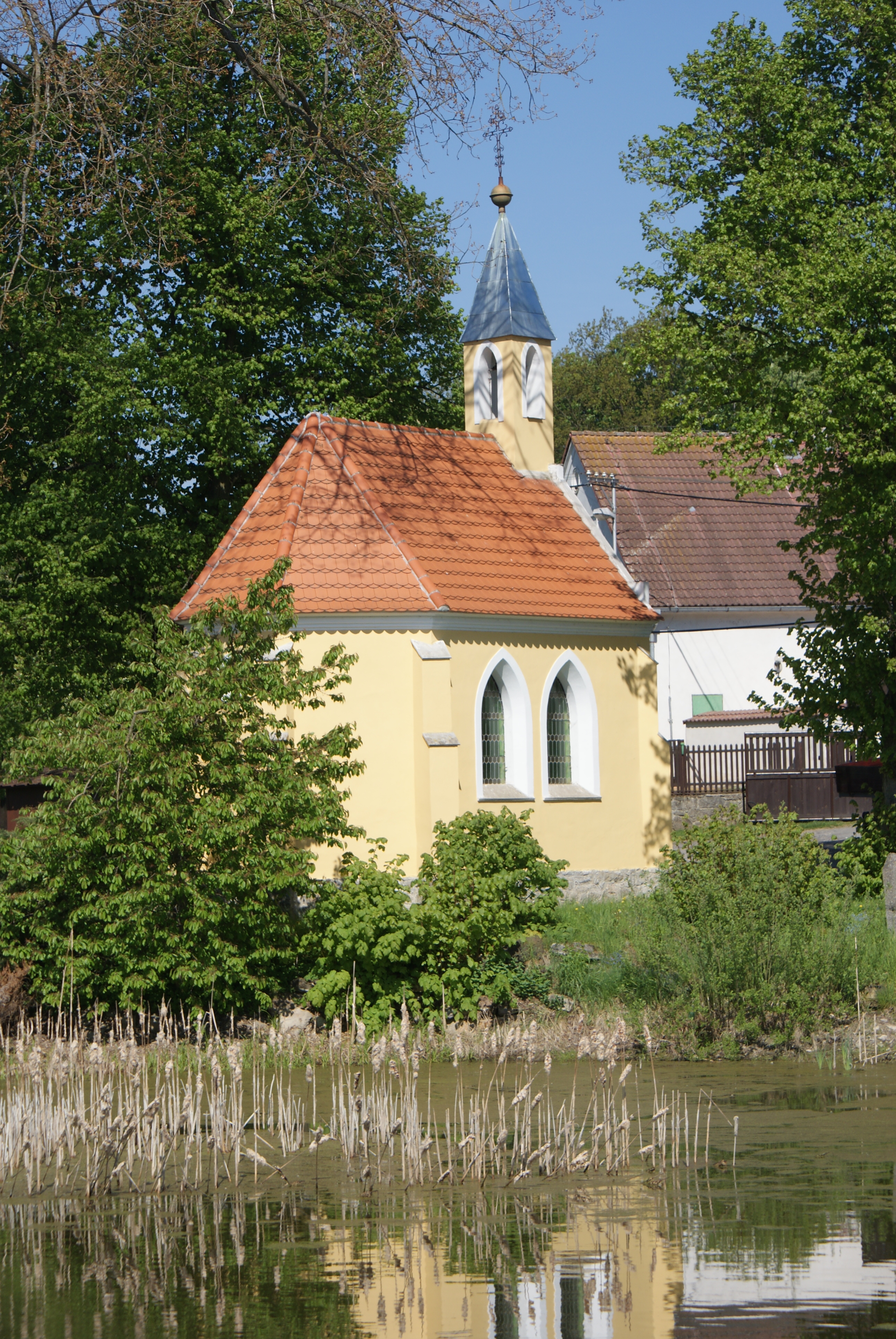
Návesní kaple
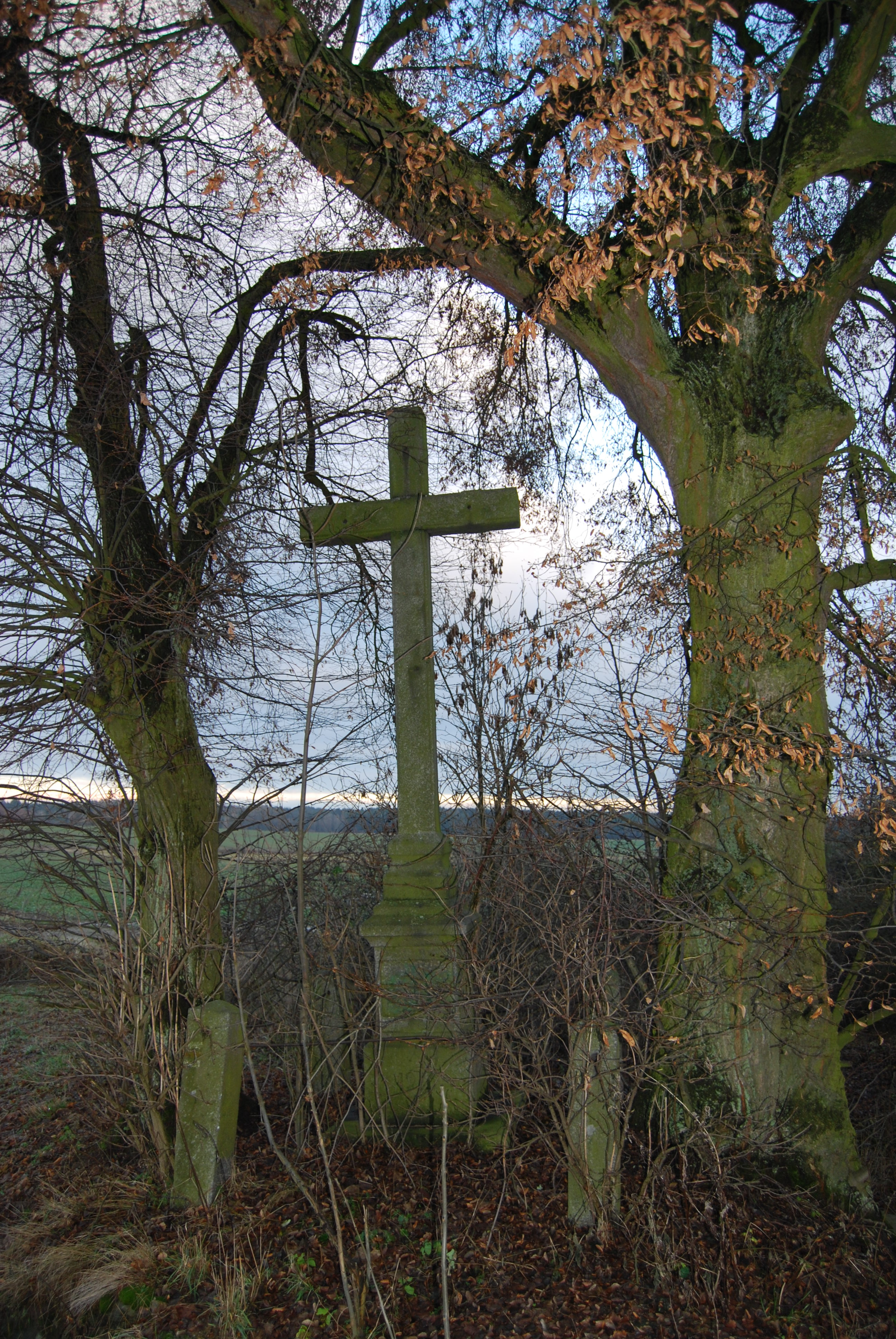
Kříž poblíž vesnice
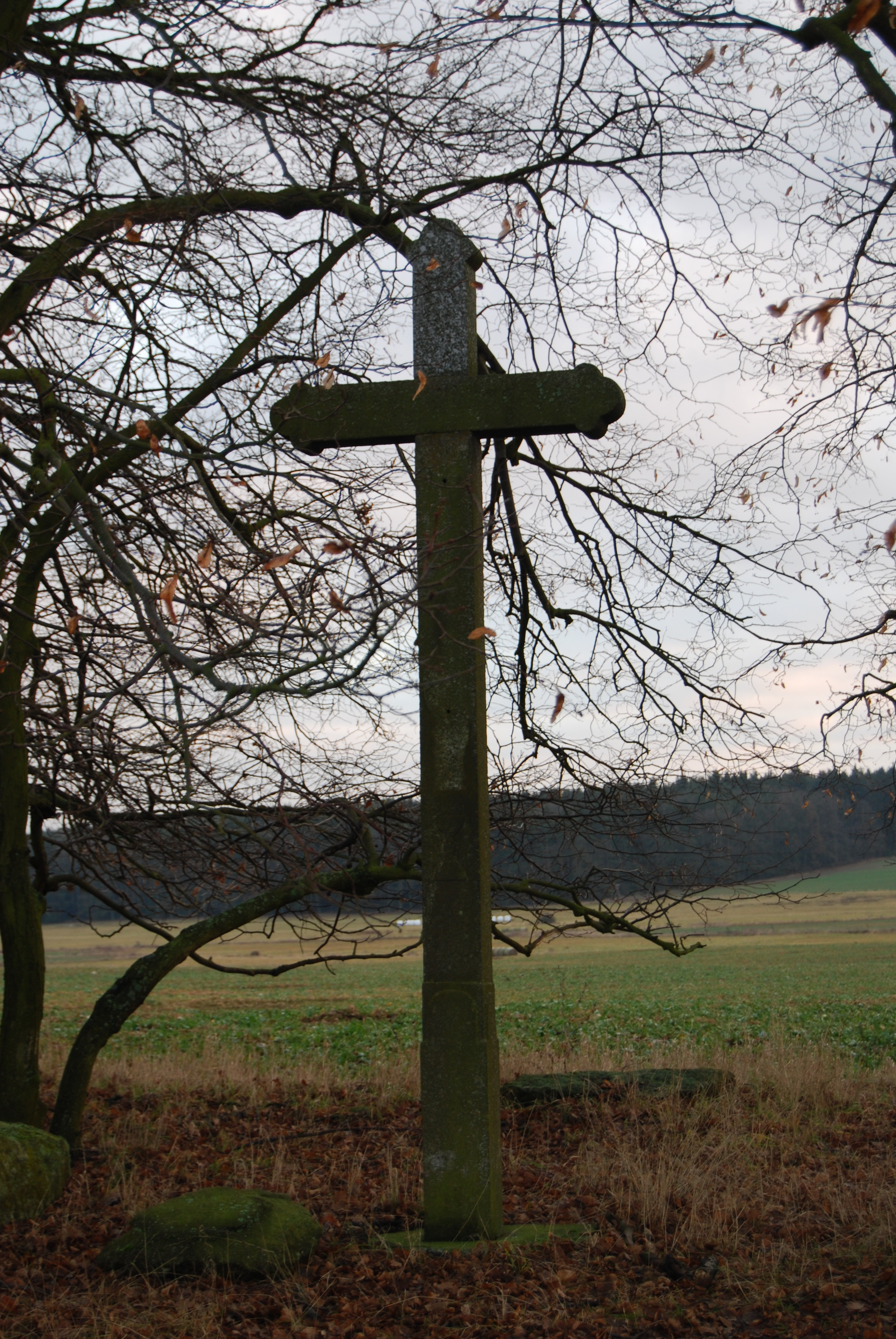
Kříž v remízku
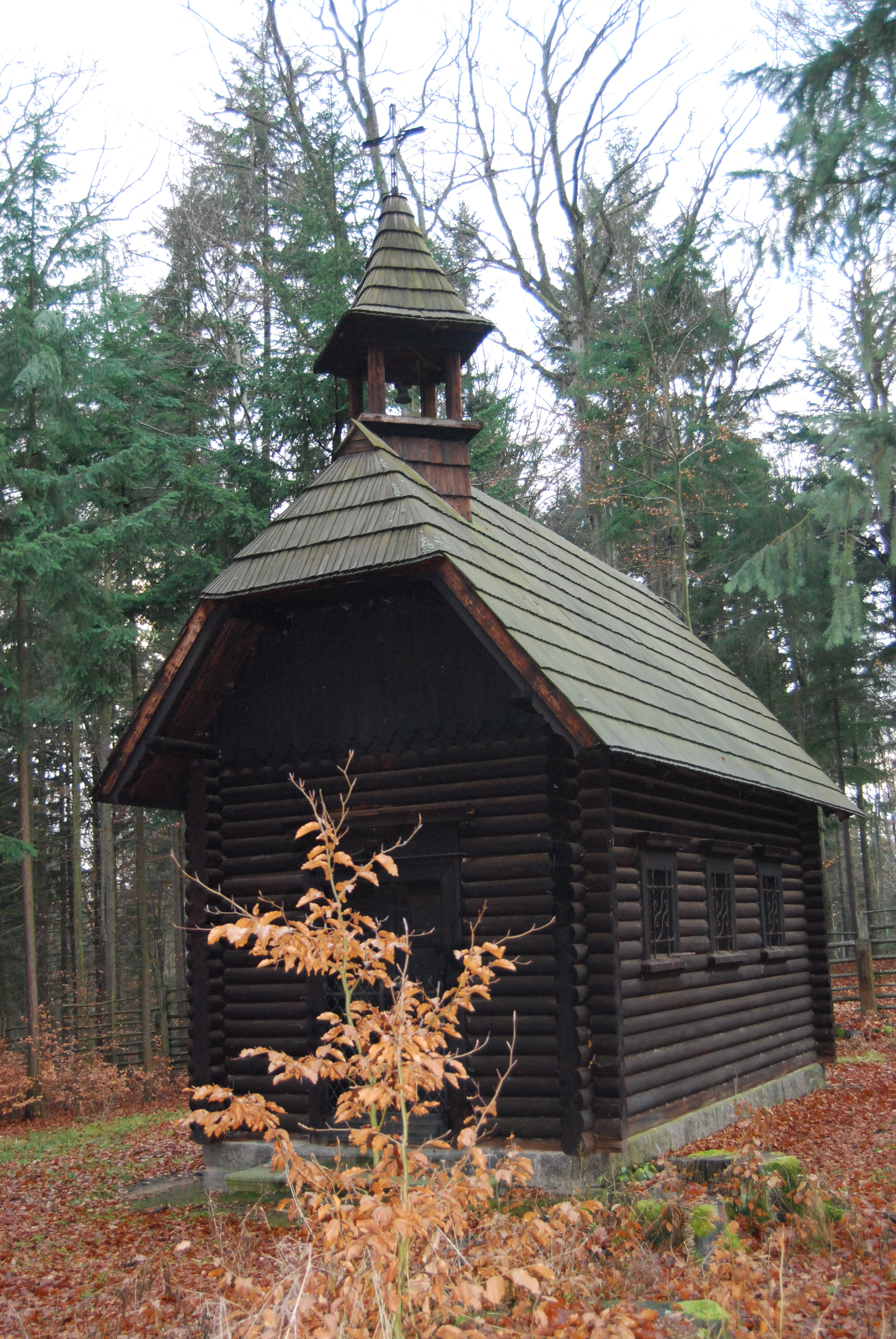
Kaple svatého Huberta v areálu Rukávečské obory
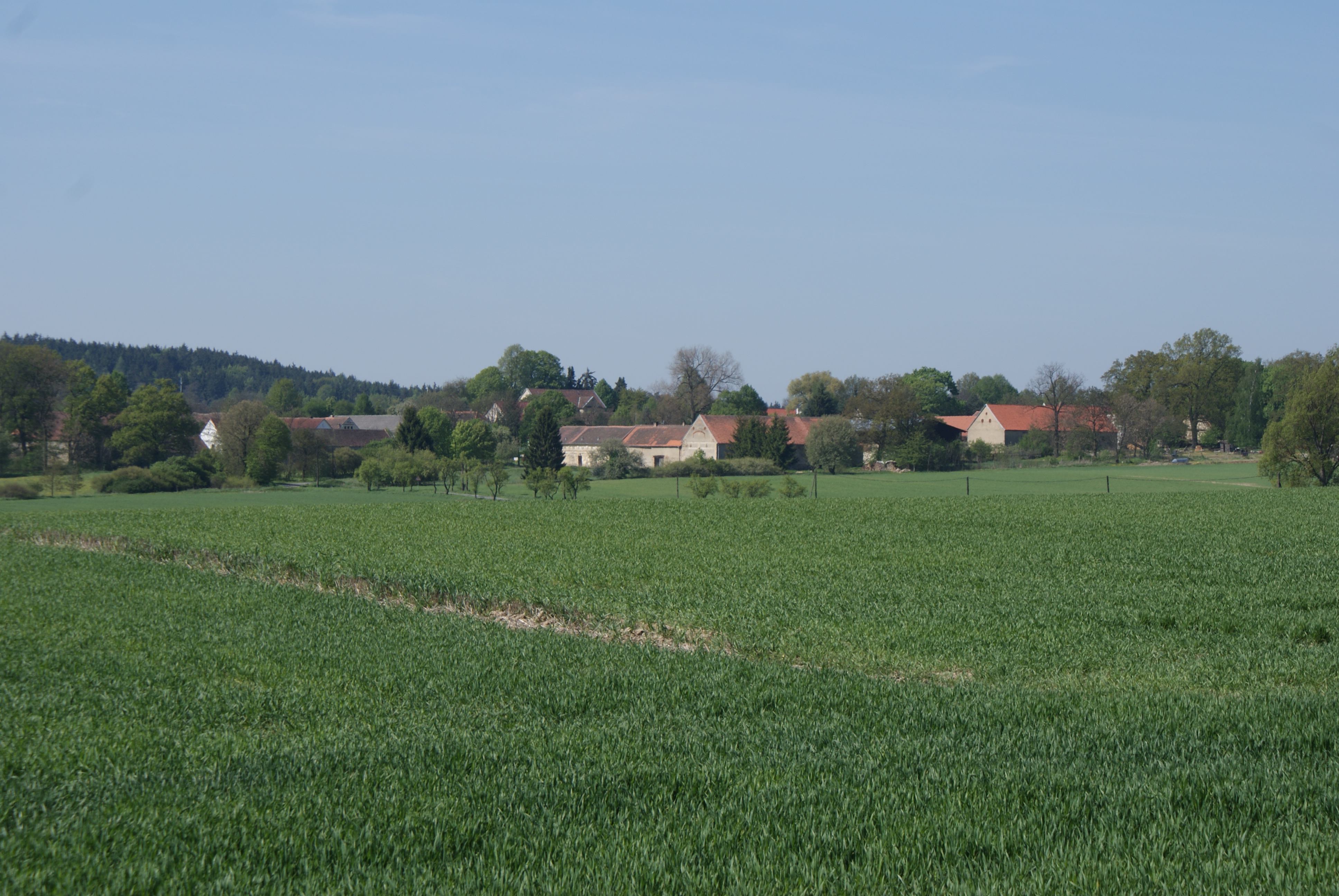
Pohled na část vesnice